# (9985) Akiko
(9985) Akiko es un asteroide perteneciente al cinturón de asteroides descubierto el 12 de mayo de 1996 por Robert H. McNaught y Hiroshi Abe desde Yatsuka, Japón.

## Designación y nombre
Designado provisionalmente como 1996 JF. Fue nombrado en honor a Akiko Yamamoto (n. 1963), miembro del Observatorio Yatsuka y compañera de observación del segundo descubridor.

## Características orbitales
Akiko está situado a una distancia media del Sol de 2,303 ua, pudiendo alejarse hasta 2,629 ua y acercarse hasta 1,977 ua. Su excentricidad es 0,141 y la inclinación orbital 5,430 grados. Emplea 1276,66 días en completar una órbita alrededor del Sol.

## Características físicas
La magnitud absoluta de Akiko es 14,61. Tiene 3,018 km de diámetro y su albedo se estima en 0,377. 